# Nicolas Gorjestani
Nicolas Gorjestani, né le 22 janvier 1946, est un économiste irano-américain.

## Biographie
Il a travaillé pour la Banque mondiale à partir de 1973. Il y a rempli plusieurs fonctions de management, au siège de la Banque mondiale à Washington DC comme au bureau européen de l'institution, à Paris. Il a notamment dirigé une équipe introduisant la cognitique (knowledge management) au sein des opérations et du fonctionnement courant de la Banque mondiale. Avec Prasad C. Mohan, il a en particulier lancé le magazine Indigenous Knowledge (Connaissance autochtone).
Premier époux de Salomé Zourabichvili, 5e présidente de la Géorgie, il est le père de Kethevane et Teymouraz Gorjestani.

## Ouvrages
- Avec Daredjane, Othar et Salomé Zourabichvili, La Géorgie, coll. « Que sais-je ? », Presses universitaires de France, 1983  (ISBN 2-13-037922-2).